# Phật thủ
Phật thủ (danh pháp ba phần: Citrus medica var. sarcodactylis; tiếng Trung: 佛手柑/phật thủ cam) là giống cây ăn quả thuộc chi Cam chanh. Tên gọi của loài cây này xuất phát từ hình dáng của quả chia nhánh trông như bàn tay Phật. Phật thủ có nguồn gốc từ Trung Quốc và Ấn Độ, được trồng khá phổ biến ở Việt Nam và các nước châu Á. Cây phật thủ là loại cây thân gỗ nhỏ, cao tới 4m, có nhiều cành, cành xòe, thon, có gai cứng, gai dài 0,3~0,8 cm. Quả có hình thuôn dài giống bàn tay mở, cùi dày khi chín có màu vàng chanh, có mùi thơm. Do cách nhân giống vô tính nên thường không có hạt Quả phật thủ dùng ăn tươi, làm mứt, nấu chè giống bưởi. Loại quả này thường có mặt trong mâm ngũ quả trên bàn thờ ngày Tết của người Việt ở miền Bắc, miền Trung và miền Nam. Có thể nhân giống phật thủ bằng cách chiết cành từ cây 2 đến 4 tuổi.

## Hình ảnh

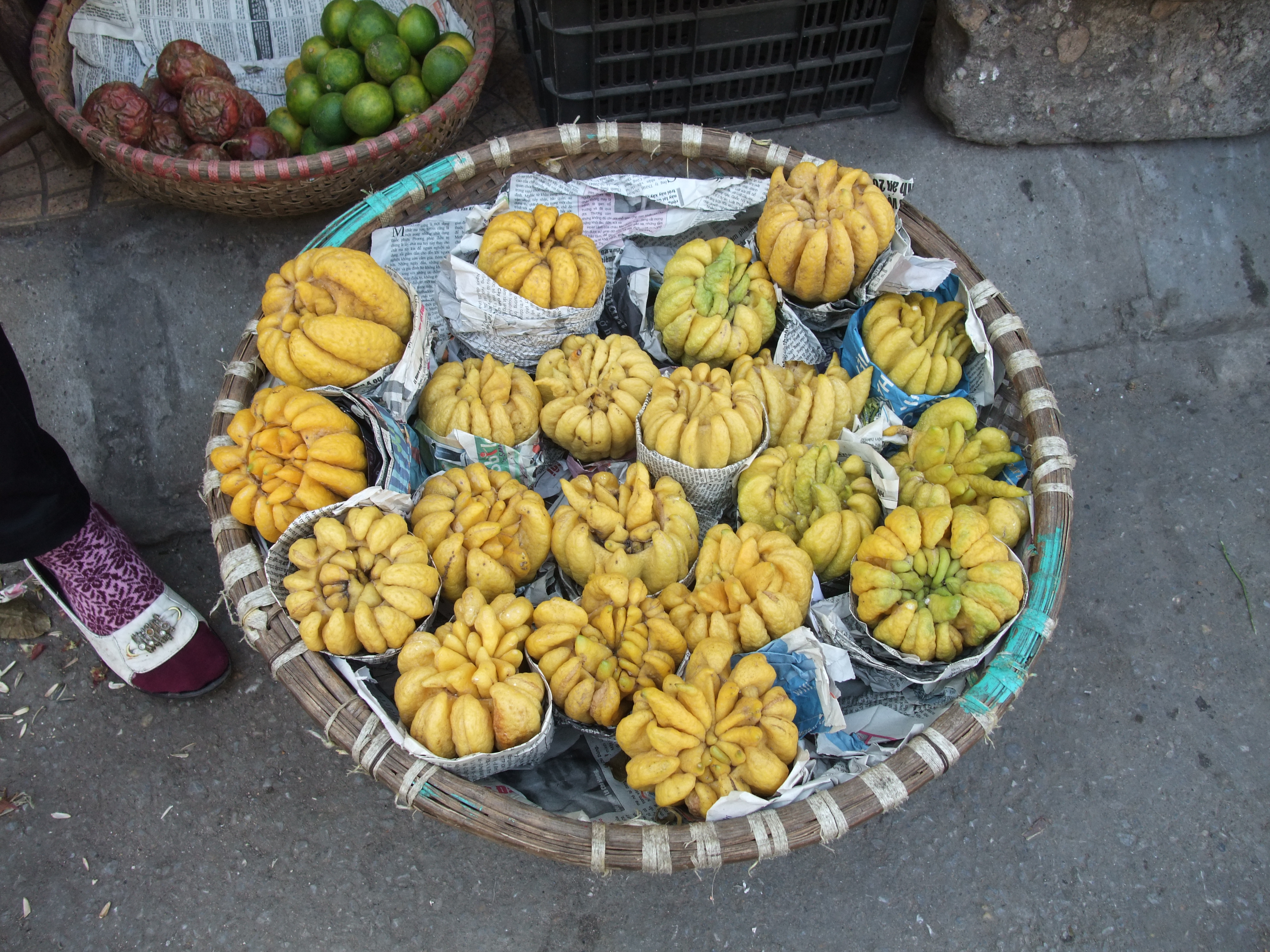
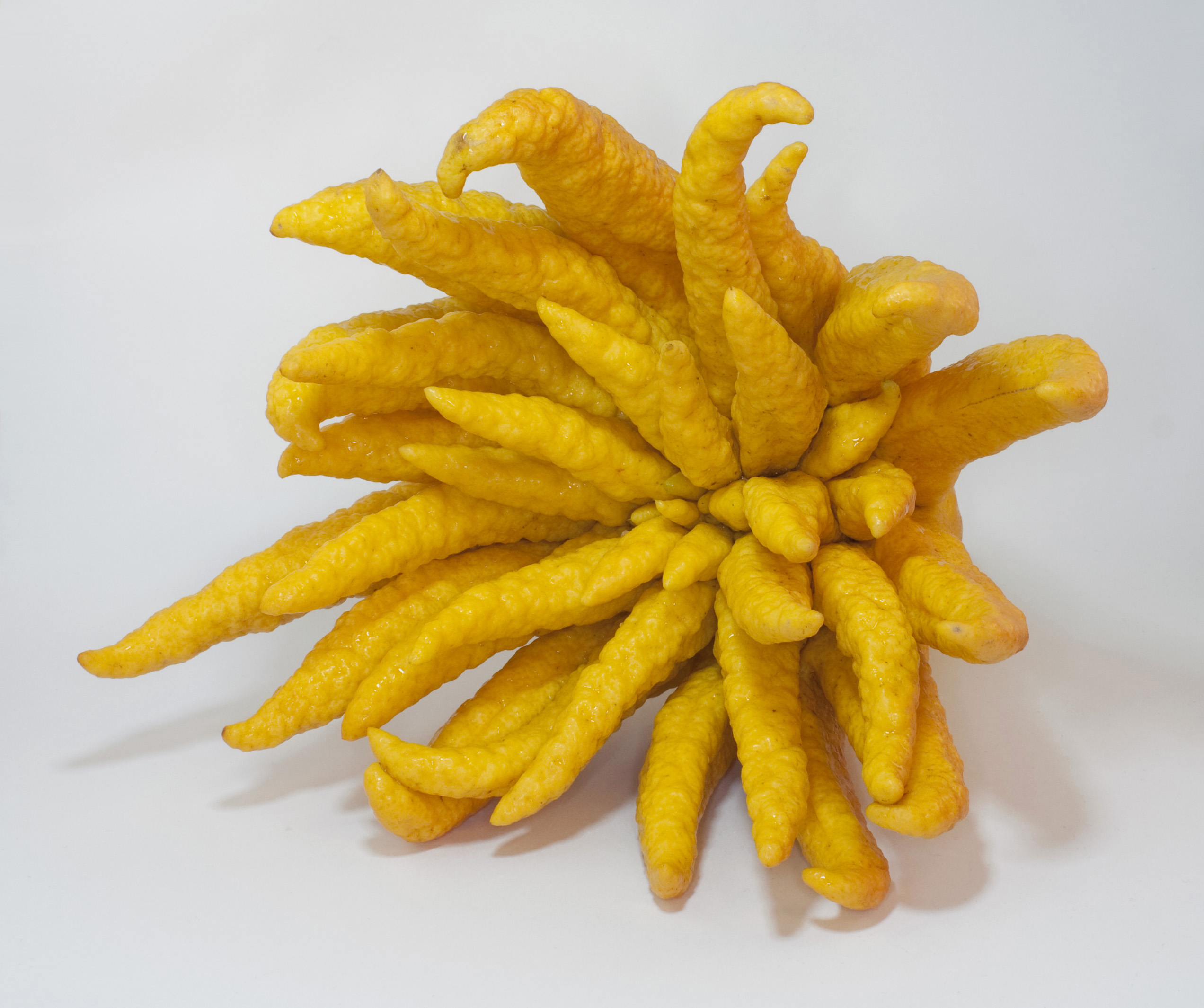
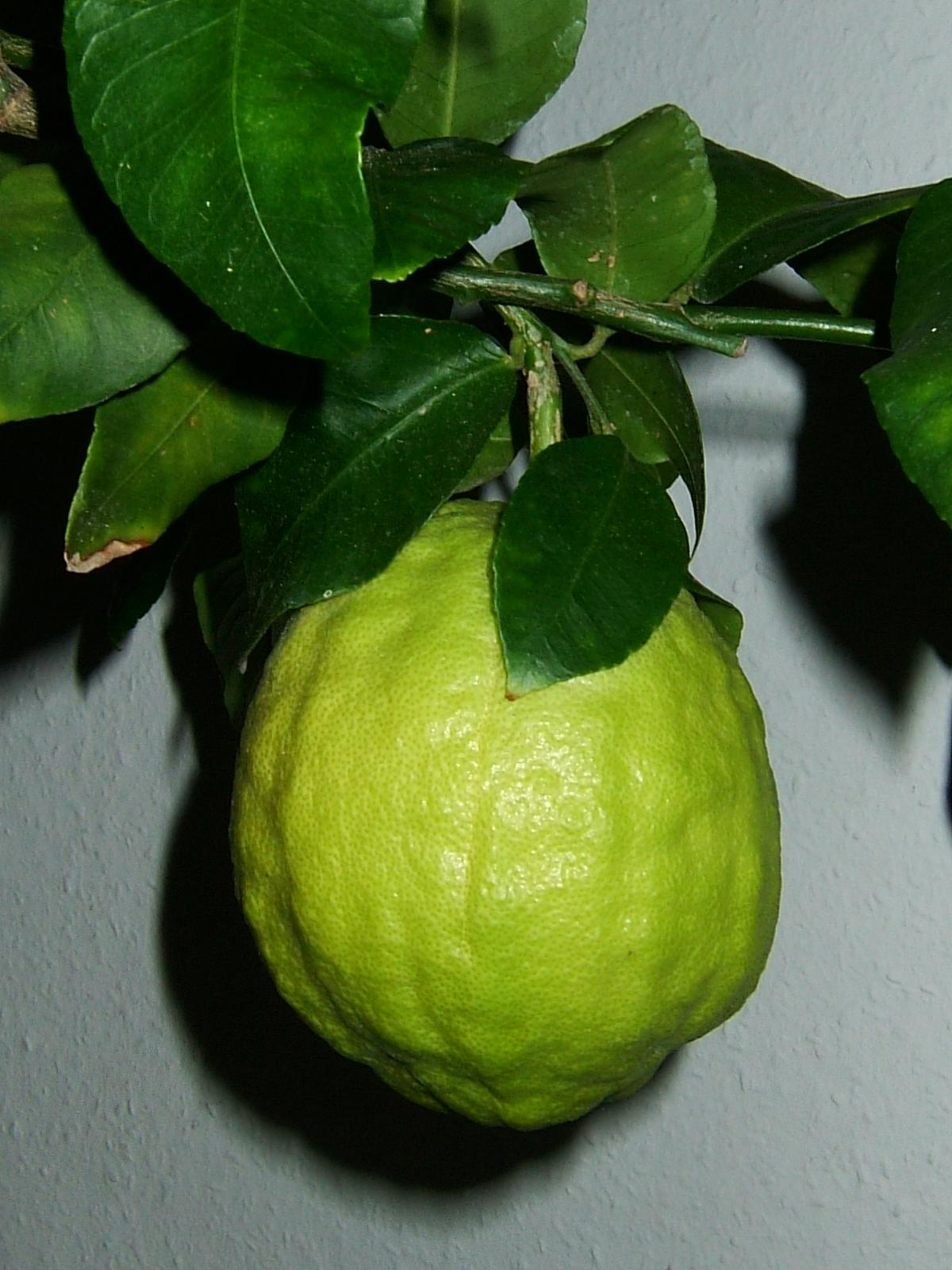
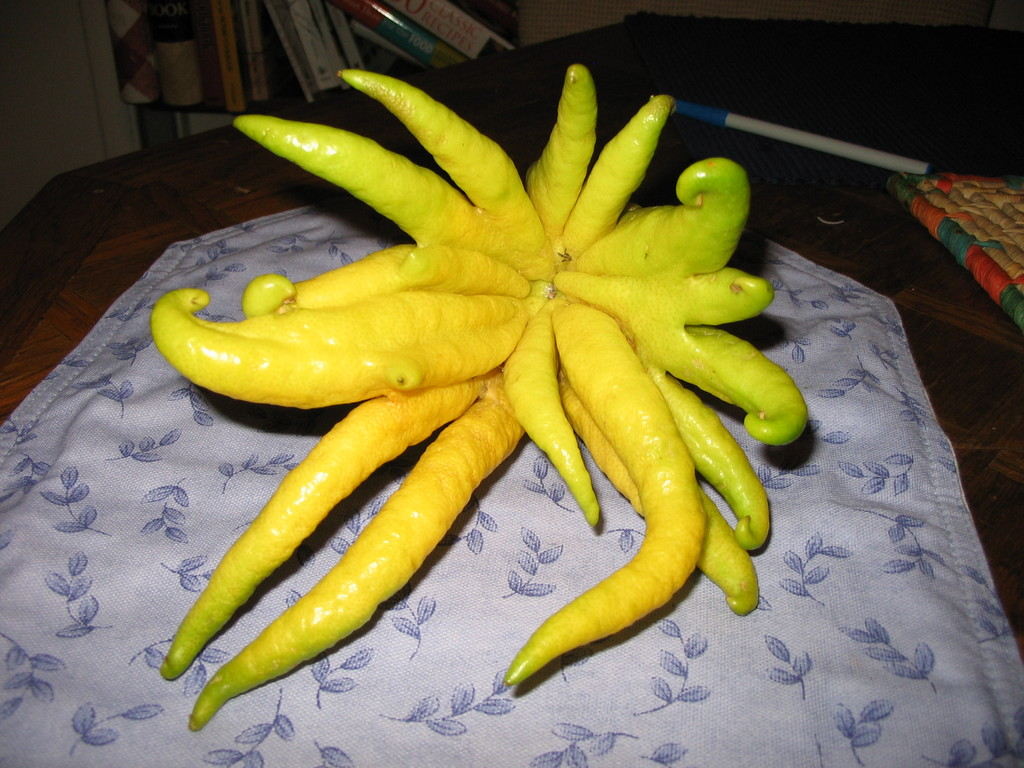